# ウラジーミル・コテネフ
ウラジーミル・ウラジーミロヴィチ・コテネフ（ロシア語: Влади́мир Влади́мирович Котенёв、ラテン文字転写の例：Vladimir Vladimirovich Kotenev、1957年7月18日 - ）は、ロシアの外交官。2004年から2010年まで、ロシア連邦駐在ドイツ大使。
1979年モスクワ国際関係大学を卒業し、ソ連外務省に入省する。東ドイツ、オーストリア、スイスに勤務する。西ベルリン総領事を経て、2001年外務省領事部長。2004年4月から駐独大使。2010年離任。